# Hornfels

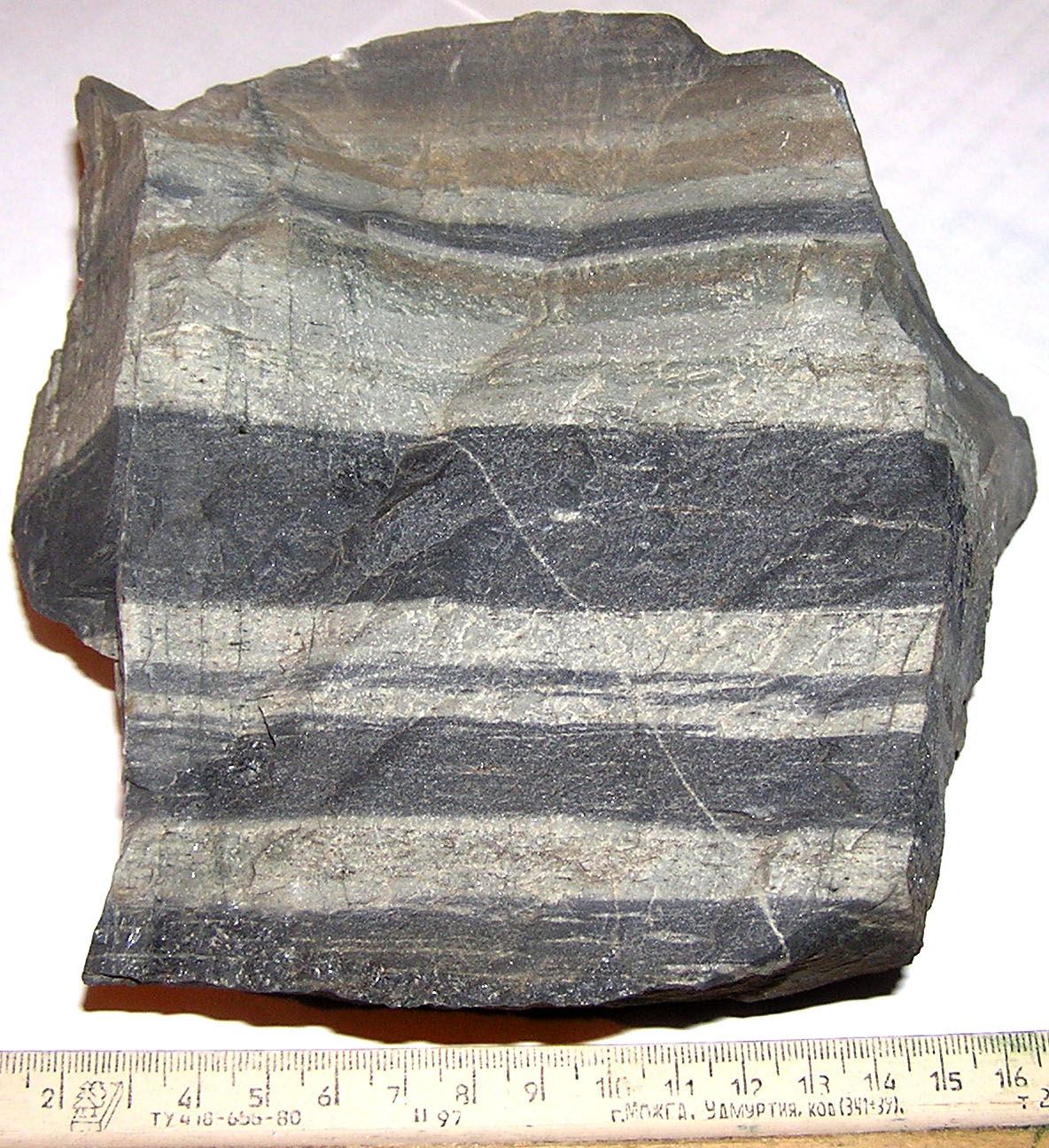
Hornfels

Hornfels är ett samlinganamn för finkorniga bergarter som bildats vid kontaktmetamorfos runt en intruderande magma.

## Bildning

Hornfelser bildas endast genom metamorfos när en vattenfattig magma tränger in i en bergart vid tryck lägre än 2 kBar och temperatur mellan 300 och 800 °C (inom bildens gula område).  Under metamorfosen sker det en omkristallisation av de ursprungliga mineralen. Omvandlingen blir svagare ju längre bort från magman omvandlingen sker. Hornfelsers mineralsammansättningen beror på ursprungsbergart. Kvarts, fältspat och aluminiumrika silikater är huvudbeståndsdelar i de vanligaste hornfelserna. Hornfelser kan även innehålla innehålla större strökorn av andalusit, kordierit, staurolit, hypersten eller granat.

## Egenskaper
Hornfels har en mycket karakteristisk textur. De små, oftast jämnstora, mineralkornen visar sällan de yttre kristallytor som annars är karaktäristiska för de ingående mineralen. Kornen är tätt inpassade till varandra som fragment i en mosaik. Varje mineral kan också vara inneslutet i andra, som att små korn av grafit, biotit, järnoxid, sillimanit eller fältspat kan förekomma inneslutna i kvarts. Kvartskornen blir då semiopaka. Färgen är mörkgrå, brun, mörkgrön men även ljusa färger förekommer. Utseendet kan också vara randigt. Eventuell skiffrighet i ursprungsbergarten har dock försvunnit vid metamorfosen. Utseendemässigt liknar hornfels hälleflintor och har som dessa mussligt brott. 